# Leichtathletik-Weltmeisterschaften 2019/Teilnehmer (Serbien)
| Gelbes Symbol für Goldmedaillen mit stilisierten Olympischen Ringen | Graues Symbol für Silbermedaillen mit stilisierten Olympischen Ringen | Braundes Symbol für Bronzemedaillen mit stilisierten Olympischen Ringen |
| ------------------------------------------------------------------- | --------------------------------------------------------------------- | ----------------------------------------------------------------------- |
| —                                                                   | —                                                                     | —                                                                       |

Der Leichtathletikverband von Serbien nahm an den Leichtathletik-Weltmeisterschaften 2019 in Doha teil. Drei Athletinnen und Athleten wurden vom serbischen Verband nominiert.

## Ergebnisse

### Frauen

#### Sprung/Wurf
| Athletin          | Disziplin  | Qualifikation | Qualifikation | Finale     | Finale |
| Athletin          | Disziplin  | Weite/Höhe    | Platz         | Weite/Höhe | Platz  |
| ----------------- | ---------- | ------------- | ------------- | ---------- | ------ |
| Dragana Tomašević | Diskuswurf | 57,13 m       | 21            | DNQ        | DNQ    |

### Männer

#### Sprung/Wurf
| Athlet           | Disziplin   | Qualifikation | Qualifikation | Finale     | Finale |
| Athlet           | Disziplin   | Weite/Höhe    | Platz         | Weite/Höhe | Platz  |
| ---------------- | ----------- | ------------- | ------------- | ---------- | ------ |
| Asmir Kolašinac  | Kugelstoßen | 19,86 m       | 27            | DNQ        | DNQ    |
| Armin Sinančević | Kugelstoßen | 21,51 m PB    | 04            | NM         | NM     |